# Sébastien Groulx
Sébastien Groulx (* 29. Oktober 1974 in Saint-Hyacinthe, Québec; † 20. Juni 2025 in Natashquan, Québec) war ein kanadischer Gewichtheber.

## Karriere
Sébastien Groulx gewann bei den Commonwealth Games 1994 Gold im Reißen und Zweikampf sowie Silber im Stoßen. Außerdem wurde er 1996 im Reißen, Stoßen und Zweikampf Panamerikameister. Im Jahre 2000 gewann Groulx eine vierte Goldmedaille bei den kontinentalen Meisterschaften und nahm an den Olympischen Spielen in Sydney teil. Dort belegte er in der Klasse bis 69 kg den 15. Platz.
Beruflich war Groulx als Krankenpfleger am Hôpital Charles-Le Moyne in Longueuil tätig. Ab 2020 arbeitete er zudem als Flugkrankenpfleger bei der Luftrettung. Groulx starb bei einem Helikopterabsturz am 20. Juni 2025 in Natashquan.